# エージェント夜を往く
『エージェント夜を往く』は、バンダイナムコエンターテインメント（旧ナムコ）が展開するメディアミックス・アイドルマスターシリーズに収録されている楽曲であり、初出はアーケードゲーム『THE IDOLM@STER』（以下：アーケード版）である。
本楽曲は、眠れない夜に呼ぶと現れる「エージェント」と呼ばれる謎の存在を題材としている。
アーケード版においては、登場人物の一人である菊地真（声：平田宏美）の持ち歌として設定されているが、インターネット・ミーム「とかちつくちて」で知られる双海亜美 / 真美（声：下田麻美）が歌うバージョンなど、様々なバージョンが存在する。

## 収録状況

### ゲーム内
| 収録作品                             | 備考 |
| ------------------------------------ | --- |
| THE IDOLM@STER（アーケード版）       | 初期状態から使用可能 |
| THE IDOLM@STER（Xbox 360版）         | 初期状態から使用可能 |
| THE IDOLM@STER LIVE FOR YOU!         | 初期状態から使用可能。 また、条件を満たすとREMIX-A（編曲：佐藤和郎）が使用可能なほか、 DLC（カタログ創刊号）では REMIX-B）編曲：宮垣憲一郎）が配信された。 |
| THE IDOLM@STER SP                    | 初期状態から使用可能。 DLC（カタログ16号）ではREMIX-Bが配信された。                                                                                        |
| THE IDOLM@STER Dearly Stars          | 初期状態から使用可能 |
| THE IDOLM@STER 2（PS3版）            | DLC（カタログ14号）で配信 |
| THE IDOLM@STER SHINY FESTA           | 初期状態から使用可能（グルーヴィーチューン） |
| THE IDOLM@STER SHINY TV              | DLC（ミニアルバム12）で配信 |
| アイドルマスター ワンフォーオール    | DLC（カタログ14号）で配信 |
| アイドルマスター マストソングス 赤盤 | [ 4 ] |
| アイドルマスター ポップリンクス      | 初期状態から使用可能 |

| 収録作品                   | 備考             |
| -------------------------- | ---------------- |
| 太鼓の達人                 | [ 5 ] [ 注釈 2 ] |
| 太鼓の達人 7つの島の大冒険 | [ 6 ]            |

### CD・ダウンロード配信
| 収録作品                                                      | 備考                                                                                                |
| M@STER VERSION                                                | M@STER VERSION                                                                                      |
| ------------------------------------------------------------- | --------------------------------------------------------------------------------------------------- |
| THE IDOLM@STER MASTERPIECE 04                                 | |
| THE IDOLM@STER MASTERWORK 03                                  | |
| THE IDOLM@STER MASTER ARTIST 04                               | |
| THE IDOLM@STER BEST ALBUM 〜MASTER OF MASTER〜                | |
| THE IDOLM@STER DREAM SYMPHONY 02                              | |
| THE IDOLM@STER BEST OF 765+876=!! VOL.03                      | |
| THE IDOLM@STER ANIM@TION MASTER 03                            | |
| THE IDOLM@STER 765PRO ALLSTARS+ GRE@TEST BEST! -COOL&BITTER!- | |
| REM@STER-A                                                    | |
| THE IDOLM@STER MASTER LIVE ENCORE                             | |
| REM@STER-B                                                    | |
| THE IDOLM@STER MASTER LIVE 02                                 | |
| GAME VERSION                                                  | |
| THE IDOLM@STER MASTERPIECE 02                                 | |
| THE IDOLM@STER MASTERPIECE 04                                 | |
| THE IDOLM@STER MASTER BOX I                                   | 765プロの面々によるソロバージョンがそれぞれ収録されている                                           |
| THE IDOLM@STER MASTER BOX II                                  | |
| その他リミックス                                              | |
| ファミソン8BIT☆アイドルマスター 01                            | 「 エージェント夜を往く（Hoover＆Acid MIX） 」(編曲：quad（luvtrax））として収録。                  |
| ファミソン8BIT☆アイドルマスター 04                            | 「エージェント夜を往く（『ローリングサンダー』ファミソン8BIT MIX）」（編曲：KPLECRAFT）として収録。 |
| THE IDOLM@STER MASTER BOX III                                 | 「 エージェント夜を往く（REMIX-A）」として765プロの面々によるバージョンがそれぞれ収録されている     |
| THE IDOLM@STER MASTER BOX IV                                  | 「 エージェント夜を往く（REMIX-B）」として765プロの面々によるバージョンがそれぞれ収録されている     |

歌唱者
1. 1 2  菊地真・星井美希・萩原雪歩（浅倉杏美）
2. 1 2  菊地真・秋月律子・双海亜美 / 真美
3. 1 2 3  菊地真
4. ↑  菊地真・双海亜美 / 真美
5. ↑  秋月涼
6. ↑  菊地真・双海亜美 / 真美・我那覇響・四条貴音
7. ↑  菊地真・双海亜美 / 真美・秋月律子
8. ↑  萩原雪歩（長谷優里奈）
9. ↑  如月千早
10. ↑  双海亜美 / 真美・天海春香・高槻やよい
11. ↑  星井美希
12. ↑  双海亜美 / 真美
13. ↑  菊地真・萩原雪歩（長谷優里奈）

## 反響

### とかちつくちて
双子の姉妹・双海亜美と真美が歌うバージョンでは、歌詞の「溶かし尽くして」が「とかちつくちて」と聞こえることから、インターネット・ミームと化した。
また、これに由来して双海姉妹を「とかち」と呼ぶ文化が生まれ、そこから発展して北海道十勝地方を連想するプレーヤーが出、さらには帯広市のばんえい競馬の個人協賛レースでこの姉妹を想起させるレース名がつけられた。
そして、テレビアニメの施策である『リアル765プロ企画』にて、2011年にばんえい十勝と正式なコラボレーションが行われた。
アスキーの千駄木和弘によると、このような舌足らずな歌い方は意図的なものではないとされている。また、下田麻美はインタビューで、「『純粋だけどちょっとエッチで意地悪』な性格を意識して、曲のエロチックな部分をからかうように誇張して歌った」ものの、「とかちつくちて」というフレーズになったことは「決して狙ったわけではない」と語っている。

### 評価
中里キリはアキバ総研に寄せたコラムの中で、「エージェント夜を往く」について、「全体としてはやりたい放題やっているのだけれど、タイトなキックが刻むリズムは音ゲーとしての収まりはいいという、不思議かつ絶妙なあんばいの楽曲です。」と評価している。